# Référentiel en rotation
Un référentiel en rotation est un cas particulier de référentiel non inertiel qui est en rotation par rapport à un référentiel inertiel. Un exemple courant d'un système de référence en rotation est la surface de la Terre.

## Effet Coriolis
Ce référentiel permet de mesurer la vitesse et le sens de rotation en mesurant les forces fictives. Par exemple, Léon Foucault a pu démontrer la force de Coriolis résultant de la rotation de la Terre avec le pendule de Foucault.

Dans l'image supérieure l'objet en noir avance en ligne droite; toutefois pour un observateur, représenté par le point rouge dans l'image du bas, l'objet décrit un arc.

## Résonance magnétique
Cette animation montre le système de référence en rotation. La flèche rouge est la rotation dans la sphère de Bloch qui précède dans la référence du laboratoire à cause du champ magnétique statique. Avec un système de référence en rotation le spin reste immobile jusqu'à ce qu'un des champs magnétiques oscillants ne change la résonance magnétique.